# Бараник, Алексей Спиридонович
Бараник Алексей Спиридонович (род. 11 марта 1946) — советский борец классического стиля, чемпион СССР.

## Биография
Родился в 1946 году. Борьбой начал заниматься в 1960 году. 
В 1967 году выполнил норматив мастера спорта СССР. 
На чемпионатах СССР выступал 6 раз. Чемпион СССР 1971 года.
Мастер спорта СССР международного класса (1971).